# Nick Weatherspoon
Pour les articles homonymes, voir Weatherspoon.
Nick Levoter Weatherspoon, né le 20 juillet 1950 à Greenwood, au Mississippi, et mort le 17 octobre 2008, est un joueur américain de basket-ball.
Ailier issu du lycée Canton McKinley et de l'université de l'Illinois, il fut sélectionné par les Capital Bullets au 13e rang de la draft 1973. Il fut nommé dans la NBA All-Rookie Team en 1974 et disputa sept saisons en NBA.
Weatherspoon était surnommé "Spoon" lors de sa carrière de joueur, surnom qu'il partagera avec le futur joueur NBA, Clarence Weatherspoon sans qu'ils n'aient de lien de parenté.